# Eustala secta
Eustala secta är en spindelart som beskrevs av Cândido Firmino de Mello-Leitão 1945. 
Eustala secta ingår i släktet Eustala och familjen hjulspindlar. Inga underarter finns listade i Catalogue of Life.